# Proteremaeus jonasi
Proteremaeus jonasi är en kvalsterart som beskrevs av Piffl 1965. Proteremaeus jonasi ingår i släktet Proteremaeus och familjen Oribellidae. Inga underarter finns listade i Catalogue of Life.